# Bryan Hoeing
Bryan Jerome Hoeing (Batesville, 19 ottobre 1996) è un giocatore di baseball statunitense, di ruolo lanciatore, che gioca per i San Diego Padres (MLB).
In precedenza ha giocato in MLB con i Miami Marlins.